# Cantonul Seclin-Nord
Cantonul Seclin-Nord este un canton din arondismentul Rijsel, departamentul Nord, regiunea Nord-Pas-de-Calais, Franța.

## Comune
- Houplin-Ancoisne
- Lesquin
- Noyelles-lès-Seclin
- Seclin (Sikelijn) (parțial, reședință)
- Templemars
- Vendeville
- Wattignies (Wattenijs)